# Mário de Alencar
Mário Cochrane de Alencar (Rio de Janeiro, 30 de janeiro de 1872 — Rio de Janeiro, 8 de dezembro de 1925) foi um advogado, poeta, jornalista, contista e romancista brasileiro.

## Biografia
Filho de José de Alencar, foi membro da Academia Brasileira de Letras. Autor de folhetins, teve muito dos seus escritos em prosa e poesia dispersa entre jornais e revistas
Utilizou-se de pseudônimos como Deina e John Alone em algumas publicações em periódicos. Colaborou com vários órgãos de imprensa do Rio de Janeiro/RJ, desde a adolescência, tais como: Almanaque Brasileiro Garnier, Brasilea (1917), Correio do Povo (1980); Gazeta de Notícias (1894); O Imparcial e A Imprensa (1900), Jornal do Commercio, O Mundo Literário, Renascença, Revista Brasileira (1895-1899), Revista da ABL e Revista da Língua Portuguesa, além de alguns periódicos paulistas.
A 7 de junho de 1923, foi agraciado com o grau de Comendador da Ordem Militar de Sant'Iago da Espada, de Portugal.

## Obras
- 1888 Lágrimas;
- 1902 Versos;
- 1903 Ode cívica ao Brasil;
- 1906 Dicionário de rimas;
- 1910 Alguns escritos;
- 1912 O que tinha de ser;
- 1913 Se eu fosse político;
- 1914 A Semana;
- 1919 Catulo da Paixão Cearense: sertão em flor;
- 1920 Contos e impressões.

## Relatos dos Imortais
- Mário de Alencar, filho de Machado de Assis?

## Academia Brasileira de Letras
Ocupante da cadeira 21, eleito em 31 de outubro de 1905, após disputa com Domingos Olímpio, para a sucessão de José do Patrocínio. Foi recebido pelo acadêmico Coelho Neto em 14 de agosto de 1906.